# Fort Casoni Vecchi
Fort Casoni Vecchi ili Fort Monte Paradiso utvrdna je kula na pulskom brežuljku Monte Paradiso / Casoni Vecchi koju je izgradilo Austrijasko carstvo 1853. godine i 1854. godine radi zaštite glavne luke svoje ratne mornarice. Utvrda se nalazila na granici sektora I i V Obalne regije Pula (njem. Küstenabschnitt Pola). 
Fortifikaciju od 2002. godine održava Udruga Casoni Vecchi. U tvrđavi se od 2000. godine nalazi skladište knjiga pulske knjižnice.  Od 1992. do 2000. godine u utvrdi se održava glazbeni sajam pod imenom Montepardiso festival. Tvrđava je također u svojoj blizini imala vlastitu bateriju koju su 1945. godine u Drugom svjetskom ratu srušili Nijemci.[nedostaje izvor]

## Više informacija
- Pulske fortifikacije
- Nacionalna udruga za fortifikacije Pula
- Povijest Pule
- Pula